# 斯蒂爾 (阿肯色州)
斯蒂爾（英語：Steele）是位於美國阿肯色州華盛頓縣的一個非建制地區。該地的面積和人口皆未知。

## 地理
斯蒂爾的座標為36°08′37″N 94°14′21″W / 36.14361°N 94.23917°W，而該地的平均海拔高度為363米（即1191英尺）。